# Lotte Schwarz (Übersetzerin)
Lotte Schwarz (geboren 25. Januar 1902 in Prag, Österreich-Ungarn; gestorben 26. November 1984 in Paris) war eine tschechoslowakische Pädagogin und Übersetzerin.

Johannes Wüsten: Lotte Schwarz (1938)

## Leben
Lotte Schwarz war eine Tochter des Arztes Leo Schwarz und der Margarete Kallberg. Ihr Vater starb bereits 1903, ihre Mutter war seit 1919 Partnerin des österreichischen sozialdemokratischen Politikers Otto Pohl. Nach der Matura arbeitete sie zunächst in einer Bank, studierte dann Nationalökonomie an der Universität Wien und wurde 1925 promoviert. Sie studierte außerdem Individualpsychologie bei Alfred Adler. Mit ihrem Stiefvater, der ab 1920 unter anderem als österreichischer Botschafter in Moskau tätig war, und ihrer Mutter gelangte sie 1926 nach Moskau, wo sie zehn Jahre lebte. Gemeinsam mit Pohl gründete sie 1929 die Moskauer Rundschau und war bis zur Einstellung der Zeitschrift 1934 für deren Kulturteil zuständig. Sie übersetzte zwei Werke von Ilja Ehrenburg ins Deutsche, die im Malik-Verlag erschienen.
Seit 1930 hatte sie die Tochter Anna Judith (Schwarz) Languepin (1930–2014), die mit dem Schauspieler Gilles Ségal und mit dem Filmregisseur Jean-Jacques Languepin verheiratet war und als Ärztin arbeitete. 1936 kehrte Schwarz nach Prag zurück, wo sie auf den deutschen Emigranten Johannes Wüsten (1896–1943) traf. Mit ihrer Tochter und Wüsten ging sie im Juli 1938 nach Paris. Wüsten starb 1943 in Gestapo-Haft, Schwarz’ Mutter und Otto Pohl begingen 1941 auf der Flucht vor den Deutschen in Südfrankreich Suizid.
Schwarz arbeitete ab 1940 im Château de Chaumont bei Mainsat im unbesetzten Frankreich als Heimleiterin der Œuvre de secours aux enfants mit elternlosen jüdischen Kindern. 1943 gelang ihr mit der Tochter die Flucht in die Schweiz, wo sie die zwei Jahre bis Kriegsende in Internierungs- und Arbeitslagern verbrachte. Nach dem Krieg kehrte sie nach Frankreich zurück und arbeitete dort wieder in Kinderheimen in Le Mans und Paris mit Kindern, die die Shoah überlebt hatten. Mittlerweile wurde sie 1948 von der Tschechoslowakei ausgebürgert. Von 1951 bis 1954 war sie Forschungsangestellte am Centre international de l'enfance bei Robert Debré und danach war sie bis 1965 wieder Pädagogin in einem Kinderzentrum in Paris.
Schwarz war seit 1947 Mitglied der Parti communiste français (PCF), aus der sie 1959 austrat, als die Partei im Parlament gegen die Liberalisierung des Schwangerschaftsabbruchs eintrat.

## Werke
- Une expérience avec des jeunes déportés. In: Enfance, 1949
- Une expérience psycho-pédagogique dans des villages isolés. 1954
- Je veux vivre jusqu’à ma mort. Autobiografie. Paris: Le Seuil, 1979
- Les morts de Johannes. 1983
  - Die Tode des Johannes. Erzählungen. Übersetzung Heidrun Hemje-Oltmanns. Bremen: manholt, 1986

Übersetzungen
- Ilja Ehrenburg: Ohne Atempause. Prag: Malik, 1936
- Ilja Ehrenburg: No pasarán. Vom Freiheitskampf der Spanier. London: Malik, 1937
- Agatha Christie: Die Büchse der Pandora : Kriminalroman. Übersetzung Lotte Schwarz. Wien: Scherz, 1965